# Oxira mandarina
Oxira mandarina är en fjärilsart som beskrevs av John Henry Leech 1900. Oxira mandarina ingår i släktet Oxira och familjen nattflyn. Inga underarter finns listade i Catalogue of Life.